# Kレーション
Kレーション（英：K-ration）とは、アメリカ軍が第二次世界大戦中に製造、配給したレーション（戦闘糧食）である。

## 概要
Kレーションは、本来は空挺部隊・戦車部隊・オートバイ部隊・その他の移動部隊が短期間に喫食する非常携帯食として開発されたものである。
開発時には空挺部隊に試作品が支給され、多彩な内容物にもかかわらず小型軽量である点が好評を得た。パナマで実地試験も行われたが、その期間は三日間と短く、試験の内容も背嚢を持たない軽装備の兵士たちが整備された道路を一日平均18キロメートル行軍するという軽易なものであった。試験の後で被験者たちの体重が保たれていたという評価によって、1942年に採用となった。その際、軽量レーションをKレーションに一本化するため、以前から採用されていた山岳用レーション（M-Ration）とジャングル用レーション（J-Ration）とが廃止された。
輸送には木製またはボール紙製のコンテナが用いられ、それぞれ12日分のKレーションを収納することができた。
Kレーションはもともと短期間用の非常携帯食として開発されたものであるにもかかわらず、アメリカ陸軍需品科は様々な前線部隊で求められる条件を満たす軽量レーションであると主張し、一般用のレーションとして広く支給された。そのため連食に起因するビタミン不足、重作業に従事したり過酷な環境下にある兵士へのカロリー不足、食味の単調さを指摘された。これは体重の急激な減少として現れ、Kレーションに飽きた将兵が内容物の一部を捨てることで、摂取カロリーがさらに減少する悪循環ともなった。ビルマの戦いではアメリカ軍のほかイギリス軍・国民政府軍にも支給され、同様の問題が発生している。この戦場ではKレーションの連食は脚気やペラグラ（ナイアシン欠乏症）の発症、さらには抵抗力の低下によって熱帯病の罹患率が増加する一因ともなった。これらの問題から、Kレーションは一般戦闘糧食としては最終的にCレーションに取って代わられた。
なお、Kレーションに付された記号Kは、他のレーションと区別しやすいように選ばれたもので特別な意味を持たなかったが、初期の研究に携わったアンセル・キーズ博士の苗字のイニシャルであるとの俗説もある。

## 内容物
1日3食分が一包化されていることが特徴で、熱量は1包あたり2830〜3000キロカロリーである。
それぞれのレーションは蝋紙の箱に入り、朝食（Breakfast）・昼食（Dinner）・夕食（Supper）に分封されている。箱の外面には注意書きのほか、内容物を視認しやすいよう、地味な色調ながら朝食・昼食・夜食でそれぞれ異なる模様が印刷されている。含まれる缶詰は付属するキー（鍵状の穴の開いた金属棒、「巻き取り鍵」とも呼ばれる）で開缶するため、一般的な缶切りは不要であった。内容物は数回変更されており、下記はその一例である。
朝食ユニット
メインの缶詰（ハムエッグ・仔牛のミートローフ）、ビスケット、ドライフルーツまたはシリアルバー、トリクロサン塩酸塩による浄水剤、タバコ、チューインガム、インスタントコーヒー、砂糖。
昼食ユニット
肉缶詰（鶏パテまたは豚ランチョンミートと人参・リンゴ、または豚ミートローフ、またはソーセージ）、ビスケット、2オンスのDレーションチョコレートバーまたはトロピカルバーまたは（気候により）市販のチョコレートバー、トイレットペーパー、タバコ、チューインガム、ブイヨン。
夕食ユニット
メインの缶詰（プロセスチーズ、ハム、またはハムチーズ）、ビスケット、麦芽入り粉ミルクまたはキャラメル、砂糖、塩、タバコ、マッチ、チューインガム、粉末ジュース（レモン・オレンジ・グレープ味）。

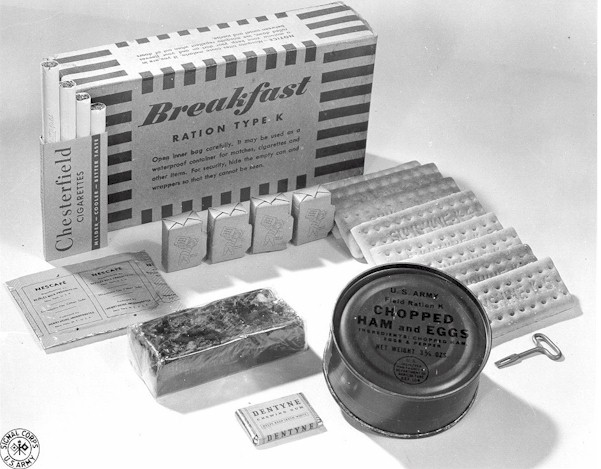
朝食ユニット
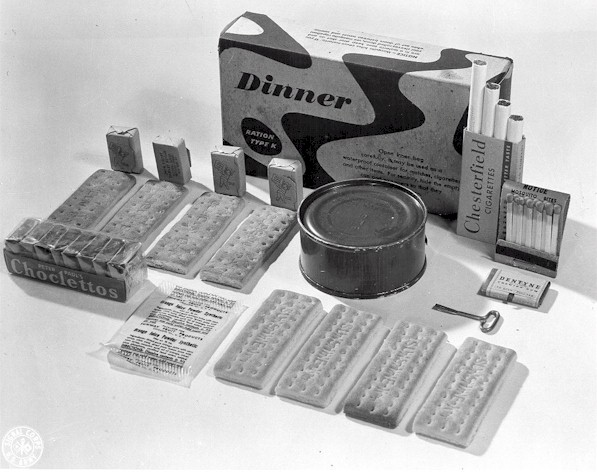
昼食ユニット
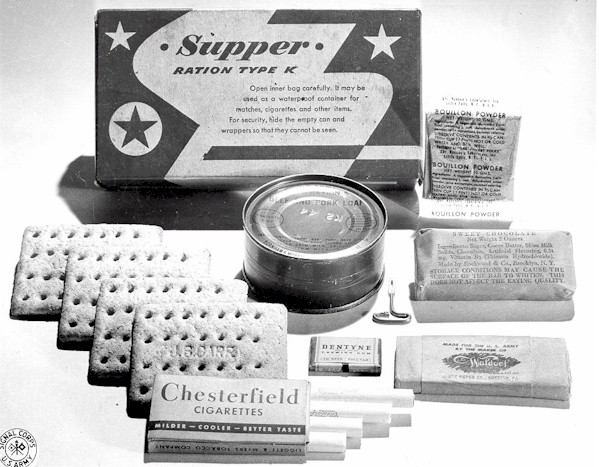
夕食ユニット